# Charles C. Stevenson

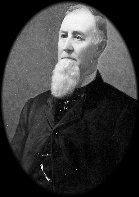
Charles C. Stevenson

Charles Clark Stevenson (* 20. Februar 1826 in Phelps, Ontario County, New York; † 21. September 1890 in Carson City, Nevada) war ein US-amerikanischer Politiker und von 1887 bis 1890 Gouverneur von Nevada.

## Frühe Jahre und politischer Aufstieg
Charles Stevenson besuchte die öffentlichen Schulen in Kanada und Michigan. 1859 ging er nach Nevada und arbeitete als Minenarbeiter, Müller und in der Landwirtschaft. Als gewählter Abgeordneter des Storey County saß er für drei Legislaturperioden im Senat von Nevada und wurde danach zum Rektor der University of Nevada gewählt. Diesen Posten bekleidete er elf Jahre lang. In den Jahren 1872 und 1884 war er Delegierter auf den jeweiligen Republican National Conventions. 1885 war er Vorsitzender der Nevada Silver Convention. Bereits im Jahr 1876 hatte er seinen Staat auf der Jahrhundertausstellung in Philadelphia vertreten.

## Gouverneur von Nevada
Im Jahr 1886 wurde er als Mitglied der Republikaner zum Gouverneur von Nevada gewählt. Stevenson trat sein neues Amt am 3. Januar 1887 an und übte es bis zu seinem Tod am 21. September 1890 aus. In dieser Zeit wurde die Stewart Indian School gegründet, die University of Nevada reformiert, der Eisenbahnbau weiter vorangetrieben und Programme zur Unterstützung der Viehzüchter und Farmer entwickelt. Charles Stevenson wurde auf dem Friedhof Mountain View in Oakland beigesetzt. Er war zweimal verheiratet und hatte insgesamt zwei Kinder. Sein Bruder Edward war 1885–1889 Gouverneur des Idaho-Territoriums.